# Mroczne przygody Klanu na drzewie
Mroczne przygody Klanu na drzewie (ang. The Grim Adventures of the Kids Next Door) – specjalny odcinek połączonych seriali Kryptonim: Klan na drzewie oraz Mroczne przygody Billy’ego i Mandy. Premiera odcinka w Polsce odbyła się 19 stycznia 2008 roku na kanale Cartoon Network w bloku KND 60 o godz. 16:00.
Jest to wielka krzyżówka kreskówek Cartoon Network, w której Klan Na Drzewie poznaje Ponurego, Billy’ego i Mandy. Billy przypadkiem utknął z kosą Ponurego w szczęśliwych spodniach taty i potrzebuje pomocy, więc zawiadomił Klan Na Drzewie. W tym całym zamieszaniu Mandy przejmuje KND, powstaje nowy wróg – Rozkoszny Kosiarz i wszyscy myślą, że Numer 1 (w przebraniu) to Billy.

## Wersja polska
Opracowanie wersji polskiej: Start International Polska

Reżyseria: Paweł Galia

Dialogi polskie: Anna Niedźwiecka

Dźwięk i montaż: Hanna Makowska

Kierownictwo produkcji: Dorota Nyczek

Udział wzięli:
- Jacek Bończyk – Numer 1
- Łukasz Lewandowski – Numer 2
- Jolanta Wilk – Numer 3
- Tomasz Bednarek – Numer 4
- Brygida Turowska-Szymczak – Numer 5
- Leszek Zduń – Billy
- Beata Łuczak – Mandy
- Jan Kulczycki – Ponury
- Agnieszka Kunikowska –
  - Numer 362,
  - jedna z dziewczyn kłócących się o pluszaki
- Cezary Nowak –
  - Harold – Tata Billy’ego,
  - jeden z ochroniarzy Mandy
- Joanna Pach –
  - jedna z dziewczyn z Rozkosznej Gromadki,
  - jedna z pielęgniarek KND,
  - jedna z dziewczyn kłócących się o pluszaki
- Izabela Dąbrowska –
  - jedna z dziewczyn z Rozkosznej Gromadki,
  - Numer 14
- Cezary Kwieciński –
  - jeden z chłopców z Rozkosznej Gromadki,
  - Numer 60,
  - jeden z ochroniarzy Mandy
- Krzysztof Szczerbiński –
  - jeden z chłopców z Rozkosznej Gromadki,
  - Pilot z sił powietrznych
- Janusz Wituch –
  - Irwin,
  - jeden z lekarzy KND,
  - Numer 74.239
- Jarosław Domin – Fred Fredburger
- Anna Apostolakis – Mindy
- Elżbieta Bednarek – Komputer